# VDI 3414
Die Richtlinienreihe VDI 3414 des Vereins Deutscher Ingenieure (VDI) ermöglicht eine Beurteilung der Qualität von Oberflächen von Holz und Holzwerkstoffen.

## Anwendungsbereich
Für die Quantifizierung der Merkmale werden in der Richtlinie die erforderlichen Prüf- und Messmethoden beschrieben und Hinweise für die praktische Durchführung der Oberflächenmessung an Holz und Holzwerkstoffen gegeben. Dies kann sowohl bei der Beurteilung der Bearbeitungsqualität einer Maschine als auch bei der Beurteilung der Oberfläche eines gelieferten Bauteiles genutzt werden.
Für gefräste, gesägte oder gedrehte Oberflächen werden die verfahrensspezifischen Oberflächeneigenschaften (meist als Oberflächenfehler bezeichnet) beschrieben und Empfehlungen für deren Messung gegeben. Das gleiche Vorgehen wird speziell für geschliffene Oberflächen beschrieben.
Die deutsche und die korrespondierende englische Fassung beinhalten ein Fachglossar der beiden wichtigsten Technologiesprachen.
Die Richtlinienreihe VDI 3414 gliedert sich in 4 Blätter mit folgenden Themen:
- Blatt 1: „Beurteilung von Holz- und Holzwerkstoffoberflächen – Oberflächenmerkmale“
- Blatt 2: „Beurteilung von Holz- und Holzwerkstoffoberflächen – Prüf- und Messmethoden“
- Blatt 3: „Beurteilung von Holz- und Holzwerkstoffoberflächen – Gefräste, gesägte, gehobelte, gebohrte und gedrehte Oberflächen“
- Blatt 4: „Beurteilung von Holz- und Holzwerkstoffoberflächen – Geschliffene Oberflächen“